# 堀川輝幸
堀川 輝幸（ほりかわ てるゆき、3月6日 - ）は、日本のナレーター、声優。東京都府中市出身。フリー。旧芸名は堀川 輝幸（ほりかわ きゆき）。

## 人物
桜美林大学文学部総合文化学科演劇コース卒業。大学在学中より舞台活動を開始。
大学卒業後、声優として外画吹き替え、CMナレーション等で主に活動。
その後、会社員を経て独立しナレーターとなる。
以前は同人舎プロダクション、ベルプロダクションに所属していた。

## 出演

### テレビアニメ
- 乃木坂春香の秘密（とりまき）

### 吹き替え
- ロマンスが必要２（カン・ホジュン）
- 不良（ヤンキー）ですね（カゲ）
- チョコレートドーナツ（バリアフリー上映）（ルディ・ドナテロ）
- ヴィルンガ（ロドリグ・カテンボ）

### ナレーション
- アイダ設計（企業VP）
- ガーデングループ（ラジオCM）